# Vlag van Nij Altoenae

Vlag van Nij Altoenae

De vlag van Nij Altoenae is de dorpsvlag van het Nederlandse dorp Nij Altoenae, in de Friese gemeente Waadhoeke. De vlag werd in 2010 geregistreerd.

## Beschrijving
De beschrijving van de vlag is als volgt:
In groen een gele lengtebaan met een hoogte gelijk aan 1/4 vlaghoogte; een rode broekingsdriehoek met de punt op het vlagmidden, belegd met twee gele zalmen.
De kleuren zijn afkomstig van het dorpswapen.

## Symboliek
- Groene banen: duidt op de groene omgeving rond het dorp.[2]
- Gele baan: symbool voor de Oudebildtdijk waar het dorp aan gelegen is. De gouden kleur duidt op de oude naam "gouden hoep" van de dijk.[2]
- Broekingsdriehoek met vissen: opgenomen in Hollandse kleuren als verwijzing naar de Hollandse arbeiders die het Bildt ingepolderd hebben. De vissen zijn afkomstig uit het wapen van het Land van Altena in omgekeerde kleuren als verwijzing naar de plaatsnaam van het dorp.[2]

## Zie ook

Wapen van Nij Altoenae